# Campionati europei di ginnastica artistica maschile 2010
I XXIX Campionati europei maschili di ginnastica artistica sono la 29ª edizione dei Campionati europei di ginnastica artistica, riservata alla categoria maschile. Si sono svolti dal 21 al 25 aprile 2010 presso la National Indoor Arena di Birmingham, nel Regno Unito.
A causa delle ripercussioni sul traffico aereo dell'eruzione dell'Eyjafjöll, il programma iniziale è stato modificato, ritardando le qualifiche di un giorno. Le delegazioni russa, bielorussa e ucraina sono state assenti dall'evento.
Gli eventi junior sono stati valevoli ai fini delle qualificazioni ai Giochi olimpici giovanili di Singapore 2010. Hanno portuto partecipare alle categorie juniors i giovani nati nel 1993 e nel 1994, ad eccezione di coloro che hanno già esordito in competizioni senior.

## Programma
Il programma della competizione è stato il seguente.
| Date           | Orario        | Prove                                |
| -------------- | ------------- | ------------------------------------ |
| 19 e 20 aprile |               | Entrainement                         |
| 22 aprile      | 10.00 - 21.45 | Qualificazioni juniors               |
| 23 aprile      | 10.00 - 20.30 | Qualificazioni seniors               |
| 24 aprile      | 11:00 - 13:00 | Concorso generale individuale junior |
| 24 aprile      | 14.00 - 17:00 | Concorso generale individuale senior |
| 25 aprile      | 9.30 - 12.10  | Finali per attrezzi juniors          |
| 25 aprile      | 13.45 - 16.45 | Finali per attrezzi seniors          |

## Podi

### Senior
| Evento                          | Oro                                                                                     | Punti   | Argento                                                                               | Punti   | Bronzo                                                                                          | Punti   |
| Concorso a squadre (dettagli)   | Germania Philipp Boy Matthias Fahrig Fabian Hambuechen Marcel Nguyen Evgenij Spiridonov | 266.150 | Gran Bretagna Daniel Keatings Louis Smith Samuel Hunter Daniel Purvis Kristian Thomas | 263.025 | Francia Hamilton Sabot Cyril Tommasone Samir Ait Said Yannick Rayepin Moutoussamy Yann Cucherat | 260.100 |
| Corpo libero (dettagli)         | Matthias Fahrig Germania                                                                | 15.650  | Elefthérios Kosmídis Grecia                                                           | 15.400  | Daniel Purvis Gran Bretagna Marcel Nguyen Germania                                              | 15.250  |
| Cavallo con maniglie (dettagli) | Daniel Keatings Gran Bretagna                                                           | 15.600  | Louis Smith Gran Bretagna                                                             | 15.375  | Sašo Bertoncelj Slovenia                                                                        | 14.900  |
| Anelli (dettagli)               | Matteo Morandi Italia                                                                   | 15.250  | Samir Aït Saïd Francia                                                                | 15.100  | Jordan Jovčev Bulgaria                                                                          | 14.900  |
| Volteggio (dettagli)            | Tomi Tuuha Finlandia                                                                    | 15.975  | Matthias Fahrig Germania                                                              | 15.962  | Flavius Koczi Romania                                                                           | 15.925  |
| Parallele (dettagli)            | Yann Cucherat Francia                                                                   | 15.275  | Vassílios Tsolakídis Grecia                                                           | 15.200  | Adam Kierzkowski Polonia Hamilton Sabot Francia                                                 | 15.100  |
| Sbarra (dettagli)               | Vlásios Máras Grecia                                                                    | 15.400  | Epke Zonderland Paesi Bassi                                                           | 15.375  | Philipp Boy Germania Fabian Hambüchen Germania                                                  | 15.350  |

## Podi

### Juniores
| Evento                                   | Oro                        | Punti  | Argento                                       | Punti  | Bronzo                                              | Punti  |
| Concorso generale individuale (dettagli) | Sam Oldham Gran Bretagna   | 84.575 | Max Whitlock Gran Bretagna                    | 84.275 | Pablo Brägger Svizzera                              | 83.150 |
| Corpo libero (dettagli)                  | Max Whitlock Gran Bretagna | 14.175 | Siemon Volkaert Belgio Adelin Kotrong Romania | 14.125 | Non attribuita                                      |        |
| Cavallo con maniglie (dettagli)          | Max Whitlock Gran Bretagna | 14.400 | Oliver Hegi Svizzera                          | 13.475 | Daniel Weinert Germania Artur Davtyan Armenia       | 13.200 |
| Anelli (dettagli)                        | Néstor Abad Spagna         | 14.250 | Stephen Micholet Francia                      | 14.150 | Reiss Beckforf Gran Bretagna                        | 14.125 |
| Volteggio (dettagli)                     | Artur Davtyan Armenia      | 15.462 | Fabián González Spagna                        | 15.350 | Marco Lodadio Italia                                | 15.275 |
| Parallele (dettagli)                     | Andrei Muntean Romania     | 13.800 | Oliver Hegi Svizzera                          | 13.750 | Eddy Yusof Svizzera                                 | 13.475 |
| Sbarra (dettagli)                        | Sam Oldham Gran Bretagna   | 13.825 | Oliver Hegi Svizzera                          | 13.750 | Fabián González Spagna Reiss Beckford Gran Bretagna | 13.650 |

## Medagliere
| Pos.   | Paese         | Oro | Argento | Bronzo | Totale |
| ------ | ------------- | --- | ------- | ------ | ------ |
| 1      | Gran Bretagna | 6   | 2       | 0      | 8      |
| 2      | Russia        | 4   | 2       | 3      | 9      |
| 3      | Romania       | 1   | 2       | 1      | 4      |
| 4      | Germania      | 1   | 1       | 0      | 2      |
| 5      | Grecia        | 1   | 0       | 1      | 2      |
| 6      | Paesi Bassi   | 1   | 0       | 0      | 1      |
| 6      | Ungheria      | 1   | 0       | 0      | 1      |
| 8      | Ucraina       | 0   | 2       | 0      | 2      |
| 9      | Svizzera      | 0   | 1       | 5      | 6      |
| 10     | Belgio        | 0   | 1       | 1      | 2      |
| 10     | Croazia       | 0   | 1       | 1      | 2      |
| 10     | Francia       | 0   | 1       | 1      | 2      |
| 13     | Bielorussia   | 0   | 1       | 0      | 1      |
| 13     | Italia        | 0   | 1       | 0      | 1      |
| 13     | Turchia       | 0   | 1       | 0      | 1      |
| 16     | Armenia       | 0   | 0       | 1      | 1      |
| 16     | Israele       | 0   | 0       | 1      | 1      |
| 16     | Slovenia      | 0   | 0       | 1      | 1      |
| Totale | Totale        | 15  | 16      | 16     | 47     |